# 초 (향신료)

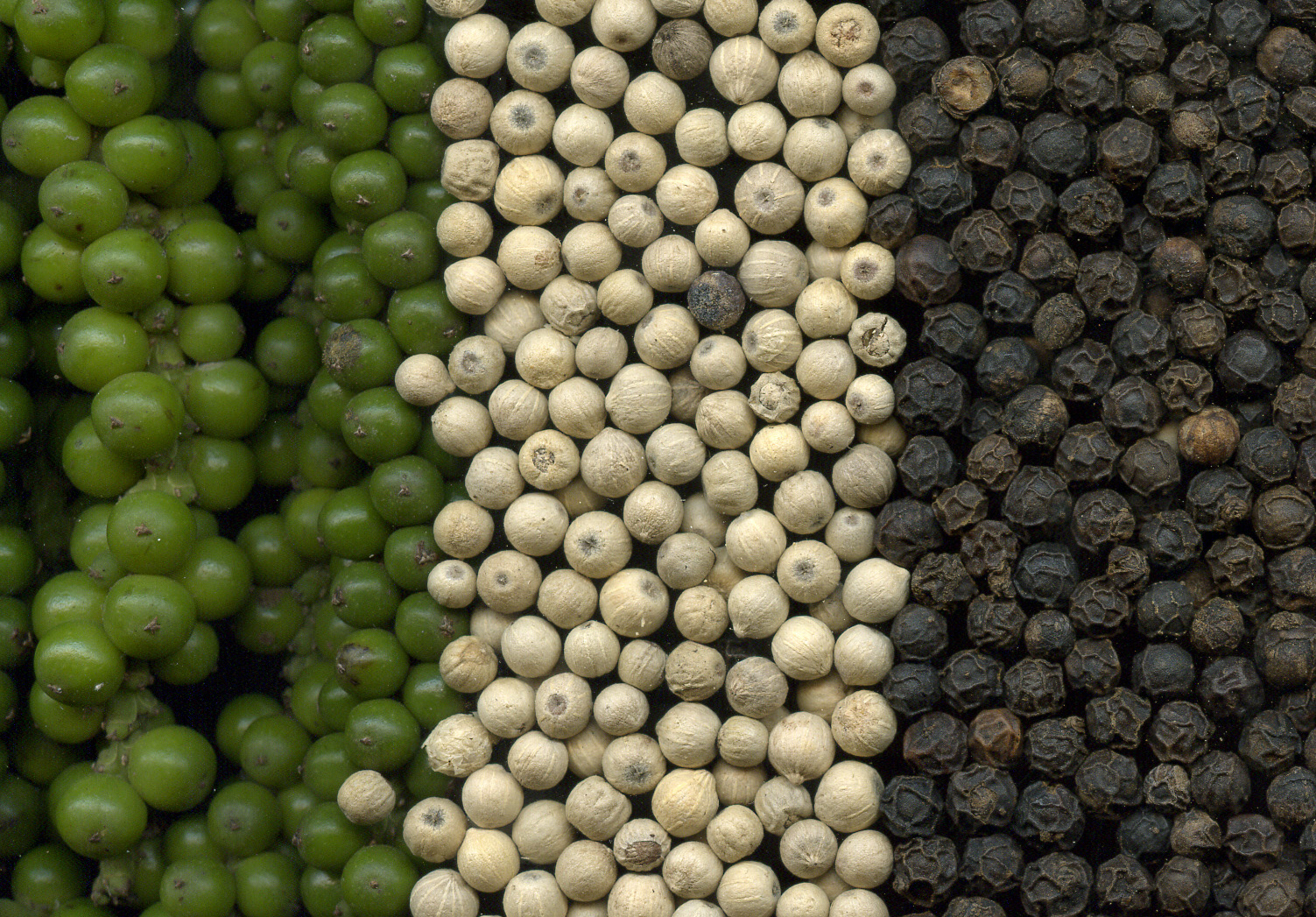
후추

초(椒)나 페퍼(pepper)는 고추속, 후추속, 초피나무속, 페퍼나무속의 향신료를 부르는 이름이다. 피페린, 캡사이신, 산쇼올 등이 매운맛을 낸다.

## 종류
- 고추속: 고추/고초(苦椒)/당초(唐椒)/번초(蕃椒), 피망(piment), 파프리카(paprika)
- 초피나무속: 초피(椒皮)/제피/조피/천초(川椒), 산초(山椒)/분디/진초(秦椒), 개산초, 좀산초, 화자오(花椒)
- 페퍼나무속: 핑크페퍼(pink pepper)
- 후추속: 후추/호초(胡椒), 기니후추, 구장, 큐베브, 필발